# 블러셔

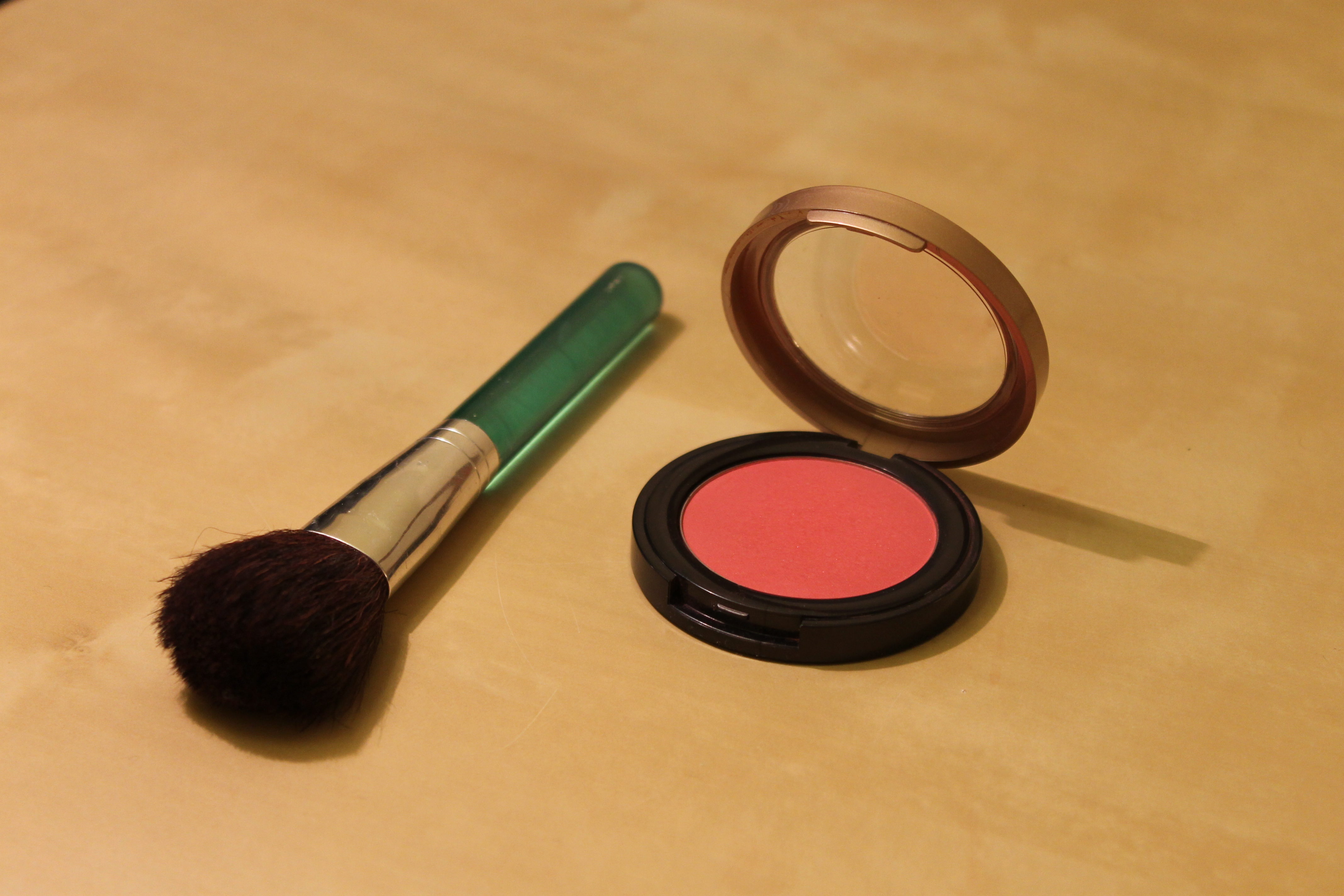
블러셔

볼터치는 피부를 생기 있게 보이게 하거나 광대뼈를 돋보이게 하는 등 다양한 효과를 주기 위해 볼에 바르는 화장품이다. 블러시(Blush) 또는 블러셔(Blusher)라고도 한다.